# ФК Бока јуниорс мне
Фудбалски клуб Бока јуниорс мне, црногорски је фудбалски клуб из Подгорице, који се такмичио у Трећој лиги Црне Горе у регији Центар.

## Историја
Основан је 2024. године, када је уписан у регистар Фудбалског савеза Црне Горе. Клуб се пријавио за почетак такмичења у регији Центар у сезони 2024/25. али није наступио на прве двије утакмице и искључен је. Медији у Црној Гори назвали су је фантомским клубом.

## Резултати у такмичењима у Црној Гори
| Сезона   | Степен | Лига                         | Бр.екипа | Позиција  | Куп             |
| -------- | ------ | ---------------------------- | -------- | --------- | --------------- |
| 2024/25. | 3      | Трећа лига — Центар, група А | 11       | Искључена | Није учествовао |